# Donato Bendicenti (giornalista)

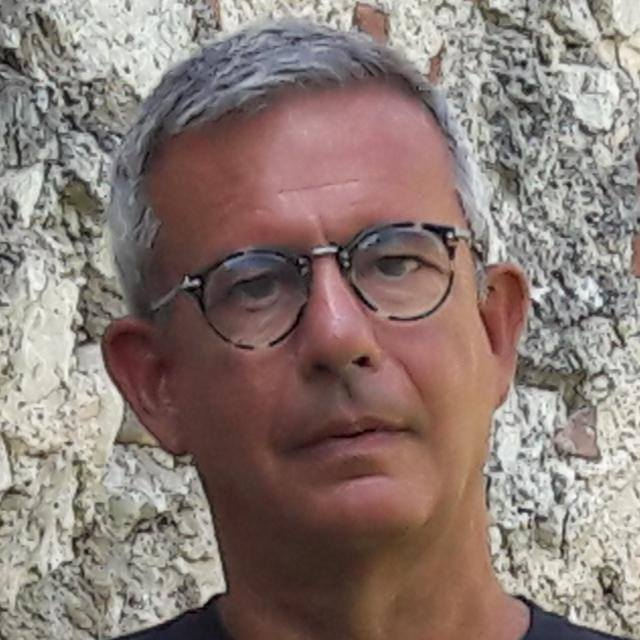
Donato Bendicenti

Donato Bendicenti (Roma, 18 gennaio 1964) è un giornalista italiano.

## Biografia
Dal 15 settembre 2020 è il responsabile della sede di corrispondenza della Rai a Bruxelles.
Giornalista professionista dal 1989 e giornalista parlamentare dal 1996.
Dal marzo 2016 al luglio 2020 ha curato e condotto il talk show politico La Bussola, andata in onda dal lunedì al venerdì in diretta alle 18.30, strettamente legata all'approfondimento del dibattito politico con particolare attenzione alle tematiche europee. La rubrica divideva la messa in onda tra gli studi di Saxa Rubra e quelli del Parlamento europeo di Strasburgo e Bruxelles.
Dal 7 novembre al 2 dicembre 2017 ha condotto, dalle 21.30 alle 22.00 su Rai News 24 in replica il mattino successivo su Rai 1, lo spazio informativo di approfondimento dei temi della riforma costituzionale “la Bussola del referendum”.
Dal 2007 al marzo 2016 ha curato "Il Transatlantico", rubrica quotidiana di informazione politica e istituzionale. È stato inviato speciale, anchorman del Tg1 e vicedirettore della testata per i servizi parlamentari.
Dal luglio 2002 al gennaio 2003 è stato vice direttore della testata RAI per i servizi parlamentari, con delega alle tribune politiche, gli speciali dal Parlamento, i programmi per l'accesso e conduttore dell'edizione pomeridiana di Tg Parlamento e delle tribune politiche tematiche.
Dall'aprile 1993 al luglio 2002  ha fatto parte della Redazione Politica del Tg1. Nominato Inviato Speciale nel febbraio 1999 (corrispondenze effettuate da oltre 60 nazioni). Conduttore del telegiornale (13,30, 18,00, Mezza sera e Notte). Ha prodotto inchieste e speciali per i settimanali del Tg1 "Frontiere" e "Tv7", in particolare sui temi del federalismo, sul fenomeno dell'astensionismo elettorale e sulla crisi della sinistra italiana ma anche su grandi temi d’attualità. Dal 1996 al 1999 ha seguito la Presidenza del Consiglio.
Dal settembre 1989 al marzo 1993 è stato redattore del Tg1 Mattina e inviato della trasmissione di intrattenimento e informazione "Uno mattina" con più di 100 collegamenti in diretta da tutte le regioni d'Italia.  
Ha curato e condotto molte dirette e speciali in occasione di eventi politici di interesse, quali tornate elettorali e congressi di partiti politici.
Nell’anno accademico 2016/2017 ha tenuto il corso in lingua inglese “Media and european institutions” presso l'Università LUISS di Roma.
Ha insegnato presso gli atenei di Napoli, Padova e Teramo materie legate alla Comunicazione politica.

### Vita privata
È fratello di Valentina Bendicenti, giornalista di Sky TG24. Suo nonno, l’avvocato partigiano Donato Bendicenti, fu una delle vittime dell’Eccidio delle Fosse Ardeatine.

## Controversie
Nel 1993, nell'ambito dell'inchiesta sulle note spese degli inviati della Rai, è stato destinatario di un avviso di garanzia per truffa e falso in bilancio, insieme a diversi altri colleghi giornalisti, da parte dei magistrati Francesco Misiani e Antonino Vinci dalla Procura della Repubblica di Roma. Secondo l'accusa i giornalisti indagati avevano "gonfiato" le note spese compilate al termine di una serie di missioni per coprire i servizi sulla guerra in Bosnia e l'operazione di pace in Somalia. A seguito di tali accertamenti la Rai ha inviato una lettera di licenziamento ai giornalisti Donato Bendicenti, Paolo Di Giannantonio e Massimo De Angelis. Successivamente il licenziamento è stato sospeso e l'inchiesta si è conclusa con l'archiviazione. Il caso suscitò una lunga eco sui media, e sfociò anche in Parlamento con diverse interrogazioni parlamentari.

## Opere
- Convincere (Donzelli 2005)
- La televisione e le campagne elettorali permanenti (Il Mulino 2006)
- Un partito e una prospettiva per il Nord Est (il Mulino 2007)
- La Lega senza secessione (Il Mulino 2006)
- La donna di Parigi (romanzo) (Rizzoli 2008)